# Need to Know
Singles de Doja Cat
You Right
(2021) Woman (en)
(2021)
Need to Know est une chanson de Doja Cat issue de l'album Planet Her. Elle est sortie le 11 juin 2021 comme single promotionnel avant d'être envoyée aux radios américaines le 31 août 2021 en tant que troisième single issu de l'album.

## Sortie et promotion
Lors de la sortie de Need to Know le 11 juin 2021, Doja Cat précise qu'il s'agit d'un single promotionnel. Au mois d'août 2021, elle interprète cette chanson pour une série de vidéos live publiée par Vevo. Le titre est officiellement envoyé aux radios rhythmic contemporary (en) américaines le 31 août 2021.

## Accueil commercial
Need to Know atteint la sixième place du Billboard Global 200 et la dixième place du Billboard Global Excl. U.S. dans les classements datés du 4 septembre 2021. Sur la plateforme de streaming Spotify, elle est la chanson interprétée par une artiste de hip-hop féminine qui a atteint 300 millions d'écoutes le plus rapidement. Le single s'est écoulé à 4 000 000 d'exemplaires aux Etats-Unis. 

## Classements hebdomadaires
| Classement (2021)                   | Meilleure position |
| ----------------------------------- | ------------------ |
| Allemagne (GfK Entertainment)       | 53                 |
| Australie (ARIA)                    | 9                  |
| Australie (ARIA Hip-Hop/R&B)        | 3                  |
| Autriche (Ö3 Austria Top 40)        | 37                 |
| Canada (Hot 100)                    | 16                 |
| Canada (CHR/Top 40)                 | 36                 |
| Danemark (Tracklisten)              | 14                 |
| États-Unis (Hot 100)                | 11                 |
| États-Unis (Adult Pop Songs)        | 36                 |
| États-Unis (Dance/Mix Show Airplay) | 22                 |
| États-Unis (Digital Songs)          | 32                 |
| États-Unis (Pop Airplay)            | 10                 |
| États-Unis (Radio Songs)            | 14                 |
| États-Unis (Rhythmic Songs)         | 3                  |
| États-Unis (Streaming Songs)        | 3                  |
| Finlande (Suomen virallinen lista)  | 20                 |
| France (SNEP)                       | 73                 |
| Global 200                          | 6                  |
| Global Excl. U.S.                   | 10                 |
| Grèce (IFPI Greece)                 | 8                  |
| Inde (IMI (en))                     | 6                  |
| Irlande (IRMA)                      | 8                  |
| Italie (FIMI)                       | 73                 |
| Lituanie (Agata)                    | 12                 |
| Norvège (VG-lista)                  | 14                 |
| Nouvelle-Zélande (RMNZ)             | 5                  |
| Pays-Bas (Single Top 100)           | 53                 |
| Portugal (AFP)                      | 15                 |
| Royaume-Uni (UK Singles Chart)      | 11                 |
| Royaume-Uni (UK R&B Chart)          | 3                  |
| Singapour (RIAS (en))               | 8                  |
| Slovaquie (IFPI Singles Digitál)    | 25                 |
| Suède (Sverigetopplistan)           | 44                 |
| Suisse (Schweizer Hitparade)        | 29                 |
| Tchéquie (IFPI Rádio)               | 14                 |